# Serichlamys mus
Serichlamys mus (лат.) — вид мух-журчалок рода Serichlamys из подсемейства Microdontinae (Syrphidae). Эндемик Бразилии.

## Распространение
Встречается на территории Южной Америки: Бразилия (штаты Рио-де-Жанейро и Сан-Паулу).

## Описание
Муха-журчалка длиной 7—9 мм. Среди видов Serichlamys с желтым лицом этот вид можно идентифицировать по следующей комбинации признаков: брюшко с наибольшей шириной на переходе 2-го и 3-го тергитов, щитковые шпоры острые (не уплощенные и не ложкообразные), усики бледно-коричневые, ноги полностью коричневые с бедрами лишь немного темнее голеней. Самку невозможно с уверенностью отличить от особей Serichlamys serpentiphallus и S. simpliciphallus.

## Таксономия
Вид был впервые описан в 1936 году под названием Microdon mus Curran, 1936, а его валидный статус подтверждён в 2025 году в ходе ревизии, проведённой голландским диптерологом Menno Reemer (Naturalis Biodiversity Center, Лейден, Нидерланды) и эквадорским энтомологом Ximo Mengual (Instituto Nacional de Biodiversidad, Кито, Эквадор).